# Jan Adam Gallina
Jan Adam Gallina auch Galina (* 13. Dezember 1724 in Cítoliby bei Teplice, Königreich Böhmen; † 5. Januar 1773 ebenda) war ein böhmischer Komponist.

## Leben und Wirken
Jan Adam Gallina war der Sohn des Kantors und Organisten Martin Antonín Gallina. Die Familie Gallina war in der Region von einer gewissen Bedeutung, ihre Mitglieder waren als Sänger und Organisten, Geistliche, Ärzte und vor allem als leitende Beamte tätig. Gallina war ein Schüler von Václav Jan Kopřiva und wurde auf Schloss Cítoliby als Musiker und Sekretär der Küche unter dem Kapellmeister Jan Josef Janoušek (1717–1750) angestellt. Nach dem Tod von Janoušek erhielt Gallina die Stelle des Kapellmeisters.
Während der Amtszeit Gallinas erreichte das Schlossorchester von Cítoliby ein sehr hohes Niveau. Der Dienstherr, Graf Ernst Karl Pachta von Rayhofen, war nicht nur ein großer Musikliebhaber und Komponist, sondern auch ein anspruchsvoller Kritiker, das gesamte Schlosspersonal, vom Hofkaplan bis hin zum Lakaien, stellte er nach deren musikalischen Fähigkeiten ein.
Jan Adam Gallina hatte drei Brüder, die ebenfalls Musiker waren, darunter Josef Antonín Gallina (1726–1765), der Sekretär der Schlossverwaltung war.
Von Gallina sind derzeit drei Sinfonien für Streicher mit solistischen Bläsereinlagen bekannt.
- Siehe auch: Musikalische Blüte und Gründung der Schlosskapelle von Cítoliby